# Селитрянка
Селитря́нка (лат. Nitrária) — род галофитных растений, невысоких кустарников семейства Селитрянковые (Nitrariaceae), в некоторых источниках относится к семейству Парнолистниковые (Zygophyllaceae).

## Биологическое описание
Селитрянки — невысокие колючие и ветвистые кустарники высотой 0,5—2 м с очерёдными, цельными или слабозазубренными, мясистыми листьями, с маленькими прилистниками.
Цветки четырёх-пятичленные, двуполые, актиноморфные, собраны в верхушечные соцветия. Они опыляются жуками, пчёлами и другими насекомыми.
Плод — сухая или сочная костянка с соком бледно-красного или тёмно-синего цвета. Семена с прямым зародышем, без эндосперма.

## Распространение
Растения этого рода распространены в степных и пустынных районах Малой, Центральной и Средней Азии, в Юго-Восточной Европе, в Северной Африке и юго-восточной Австралии. Виды селитрянки растут на солонцеватых грунтах пустынь и полупустынь, на засолённых гипсовых почвах предгорий, на глинисто-песчаных почвах побережий и на берегах солёных озёр.

## Хозяйственное значение и применение
Небольшие, похожие на кизил, плоды селитрянки Шобера богаты аскорбиновой кислотой и имеют сладковатый вкус. Они могут быть использованы для начинки конфет и варки варений и компотов. Съедобны также плоды и других видов селитрянки. В Казахстане найдены кусты с плодами до 2,5 см в поперечнике.
Плоды селитрянок могут служить кормом для животных и птиц.
В золе селитрянок содержится поташ. Листья и стебли накапливают много водорастворимых солей (до 57 % веса растения). При сжигании облиственных ветвей и последующей выварки золы местное население получало соду и поташ для кустарного мыловарения.
Селитрянки могут быть использованы как естественные закрепители песков. В сухих местообитаниях корни селитрянки уходят на глубину до 8,5 м и достигают грунтовых вод. При достаточном увлажнении атмосферными осадками корневая система поверхностная и не идёт глубже 1—1,5 м. Во всех случаях корневая система хорошо развита, пронизывает и скрепляет собой большой объём грунта, поэтому селитрянки — ценные пескоукрепительные растения; в этом отношении особенно ценна селитрянка Шобера, которая способна переносить засыпание песком на одну, а иногда и на две трети высоты куста. На засыпанных участках ветвей быстро появляются новые побеги, ещё больше скрепляющие песок.

## Виды
Род включает не менее семи видов, некоторые из них:
- Nitraria billardierei DC. — Селитрянка Бийярдье
- Nitraria pamirica L.I.Vassiljeva
- Nitraria retusa (Forssk.) Asch. — Селитрянка притуплённая [syn.  Nitraria senegalensis Poir. [4] — Селитрянка сенегальская]
- Nitraria schoberi L. typus[1] — Селитрянка Шобера
- Nitraria sibirica Pall. — Селитрянка сибирская
- Nitraria sphaerocarpa Maxim.
- Nitraria tangutorum Bobrov